# Jonathan Othén
Jonathan Isac Sanabria Othén, född 10 juni 1989, är en svensk politiker. Han representerar Sverigedemokraterna som regionråd i Region Uppsala sedan januari 2023.

## Utbildning och yrkeskarriär
Othén har tidigare arbetat på Sverigedemokraternas kommunikationsavdelning med bland annat fotografering.